# Goulles
Goulles ist eine französische Gemeinde mit 327 Einwohnern (Stand 1. Januar 2022) im Département Corrèze in der Region Nouvelle-Aquitaine. Die Einwohner nennen sich Goullois(es).

## Geografie
Die Gemeinde liegt im Zentralmassiv und wird von der Maronne durchflossen. Sie gehört zur Xaintrie Noire. Tulle, die Präfektur des Départements, befindet sich etwa 40 Kilometer nordwestlich und Argentat 15 Kilometer nordwestlich sowie Aurillac rund 35 Kilometer südöstlich.
Nachbargemeinden von Goulles sind Saint-Geniez-ô-Merle im Norden, Cros-de-Montvert im Osten, Rouffiac im Südosten, Siran im Süden, Saint-Julien-le-Pèlerin im Südwesten, Sexcles im Westen sowie Saint-Bonnet-les-Tours-de-Merle im Nordwesten.

## Einwohnerentwicklung
| Jahr      | 1962 | 1968 | 1975 | 1982 | 1990 | 1999 | 2007 | 2016 |
| Einwohner | 516  | 548  | 524  | 481  | 413  | 334  | 346  | 327  |